# 戴维·马杰森
大卫·马格森子爵（英語：David Margesson, 1st Viscount Margesson，1890年7月26日—1965年12月24日），是英国保守党的政治家、下议院议员。格森在1931年大选后成为保守党的党鞭长兼财政部国会秘书，他在任内以严肃党纪而闻名，因而被认为是保守党史上最严格与高效的党鞭之一。第二次世界大战爆发后，他曾于1940年至1942年期间进入丘吉尔内阁出任陆军大臣，卸任后被封为子爵而升入上议院。